# Uniwersytet Techniczny w Luleå
Uniwersytet Techniczny w Luleå (szw. Luleå tekniska universitet) – szwedzka publiczna szkoła wyższa w Luleå.
Uczelnia została założona w 1971 jako Szkoła Wyższa w Luleå (Högskolan i Luleå). W 1980 uzyskała uprawnienie do nadawania stopnia doktora. W 1997 otrzymała status uniwersytetu, stając się pierwszym uniwersytetem technicznym w Szwecji.  
W skład uczelni wchodzą następujące jednostki organizacyjne:
- Wydział Sztuki, Komunikacji i Edukacji
- Wydział Administracji Biznesu, Techniki i Nauk Społecznych
- Wydział Inżynierii Lądowej, Środowiskowej i Zasobów Naturalnych
- Wydział Informatyki, Inżynierii Elektrycznej i Kosmicznej
- Wydział Inżynierii i Matematyki
- Wydział Nauk o Zdrowiu.